# Spicy
Spicy är en EP av Tribulation, utgiven 1994.

## Låtlista
Där inte annat anges är låtarna skrivna av Tibulation.
1. "Cute"
2. "Torn to a Puzzle"
3. "Strength into Slime"
4. "The Bridge to the Backyard of my Mind"
5. "Low"
6. "Bitter Boy"
7. "On the Air" (The Problem Children)

### Fotnoter
1. 1 2  ”Spicy”. Svensk mediedatabas. http://smdb.kb.se/catalog/search?q=tribulation&sort=OLDEST. Läst 5 april 2012.